# São Vicente (Frei Carlos)
São Vicente é uma pintura a óleo sobre madeira de carvalho pintada cerca de 1520-30 pelo pintor de origem flamenga activo em Portugal no período do Manuelino Frei Carlos. Desconhece-se para que templo se destinou esta pintura. Encontra-se actualmente no Museu Nacional de Arte Antiga (Lisboa) por depósito de longo prazo do Metropolitan Museum of Art (Nova Iorque).
Em 1958, uma cidadã norte-americana legou ao MET duas pinturas sobre madeira. Para sua classificação, um conservador do MET enviou a fotografia de São Vicente a Luís Reis Santos, professor da Universidade de Coimbra, que não teve dúvida em atribuir a autoria da obra a Frei Carlos.
Frei Carlos é a forma abreviada do nome monástico “Frei Carlos de Lisboa” adoptado por um pintor flamengo que professou em 1517 no Mosteiro de Santa Maria do Espinheiro, perto de Évora, uma das primeiras fundações da Ordem de S. Jerónimo em Portugal. No documento da sua profissão religiosa, em 12 de Abril de 1517, dos poucos existentes sobre a sua vida, o próprio assume a sua nacionalidade: “Eu frei carlos de Lisboa framengo faço profissam (…)”.
São Vicente representa o santo mártir patrono de Lisboa numa figura elegante de diácono envergando uma belíssima dalmática e mostrando os atributos canónicos do santo, a palma do martírio e um livro fechado na mão esquerda e a miniatura de uma nau desenhada com grande rigor na mão direita.

## Descrição
São Vicente está representado na figura de um jovem e esbelto diácono envergando um hábito com ricos adereços. Tem na mão esquerda a palma do martírio e um livro fechado magnificamente encadernado com cantos e fechos em metal e, na mão direita, a miniatura de uma nau das descobertas.
No canto inferior esquerdo está a imagem de um caracol provavelmente como símbolo de renascimento. Não sendo invulgar na iconografia da Ressurreição de Cristo, ou em imagens funerárias, é neste caso uma outra alusão ao martírio do Santo que renascerá na corte celeste.
O suporte deste São Vicente é constituído por duas tábuas de madeira de carvalho dispostas na vertical, e o seu exame dendrocronológico (estudo dos anéis de crescimento das árvores) aponta o ano de 1503 como a data-limite mais recuada em que o painel pode ter sido utilizado, sendo mais provável que essa utilização não tenha podido ocorrer antes de 1509. Estes dados apontam a execução da obra para o período de actividade de Frei Carlos na oficina do Espinheiro, ou seja, entre 1517, ano da sua profissão religiosa, e 1540, data em que teria já falecido.

### Ligação externa
- Página oficial do Museu Nacional de Arte Antiga